# Ted Whiteaway
 Ted Whiteaway  va ser un pilot de curses automobilístiques anglès que va arribar a disputar curses de Fórmula 1.
Ted Whiteaway va néixer l'1 de novembre del 1928 a Feltham, prop de Londres, Anglaterra i va morir el 18 d'octubre del 1995.

## A la F1
Va debutar a la segona cursa de la temporada 1955 (la sisena temporada de la història) del campionat del món de la Fórmula 1, disputant el 22 de maig del 1955 el GP de Mònaco al Circuit de Montecarlo.
Ted Whiteaway va participar en una única cursa puntuable pel campionat de la F1 i no va arribar a qualificar-se per la disputa del Gran Premi, no tornant-ho a provar en cap més ocasió.

## Resultats a la Fórmula 1
| Any  | Equip           | Xassís | Motor | 1   | 2       | 3   | 4   | 5   | 6   | 7   | Posició | Punts |
| ---- | --------------- | ------ | ----- | --- | ------- | --- | --- | --- | --- | --- | ------- | ----- |
| 1955 | E. N. Whiteaway | HWM    | Alta  | ARG | MON NVQ | 500 | BEL | HOL | GBR | ITA | -       | 0     |

### Resum
| Curses: | Victòries: | Pòdiums: | Poles: | Voltes ràpides: | Punts: |
| ------- | ---------- | -------- | ------ | --------------- | ------ |
| 1       | 0          | 0        | 0      | 0               | 0      |